# Пахотная
Пахотная — деревня в Малмыжском районе Кировской области. Входит в состав Калининского сельского поселения. Расположена в 1,3 км от реки Шошма.

## История
В конце XIX века Ильинская пахотная слобода входила в Малмыжскую волость Малмыжского уезда (Бакурский район) и относилась к приходу Богоявленского собора в Малмыже (4-й благочиннический округ).
С середины 1920-х годов Пахотно-Ильинская слобода стала центром Пахотно-Ильинского сельсовета в том же уезде (с 29.7.1929 — в Малмыжском районе); с 1970-х годов — в составе Калининского сельсовета (с 1997 — Калининского сельского округа, с 1.1.2006 — Калининского сельского поселения).

## Население
| 2010 |
| ---- |
| 761  |